# Fight for Life (téléfilm)
Pour les articles homonymes, voir Fight for Life.
Fight for Life est un téléfilm américain réalisé par Elliot Silverstein, diffusé en 1987.

## Fiche technique
- Titre original : Fight for Life
- Réalisation : Elliot Silverstein
- Scénaristes : Tom Nesi, Scott Nisor et Charles Rosin
- Producteur : Ian McDougall
- Producteurs exécutifs : Charles W. Fries (en) et Irv Wilson
- Musique : Laurence Rosenthal
- Montage : Leslie Dennis Bracken
- Format : Couleur - Son : mono
- Pays d'origine :  États-Unis
- Durée : 95 minutes
- Date de diffusion :  États-Unis : 23 mars 1987 sur ABC Network

## Distributions
- Jerry Lewis : Dr. Bernard Abrams
- Morgan Freeman : Dr. Sherard
- Jaclyn Bernstein : Felice Abrams
- Gerard Parkes : Père Robert Hunt
- Patty Duke : Shirley Abrams
- Barry Morse : Dr. Whalley
- James Bearden
- Robert Benson : Dr. Keith
- Ève Crawford
- Marcia Diamond
- Rosemary Dunsmore
- Christopher Earle
- Patricia Hamilton
- Alana King
- Samantha Langevin